# 코리아 (핀란드)

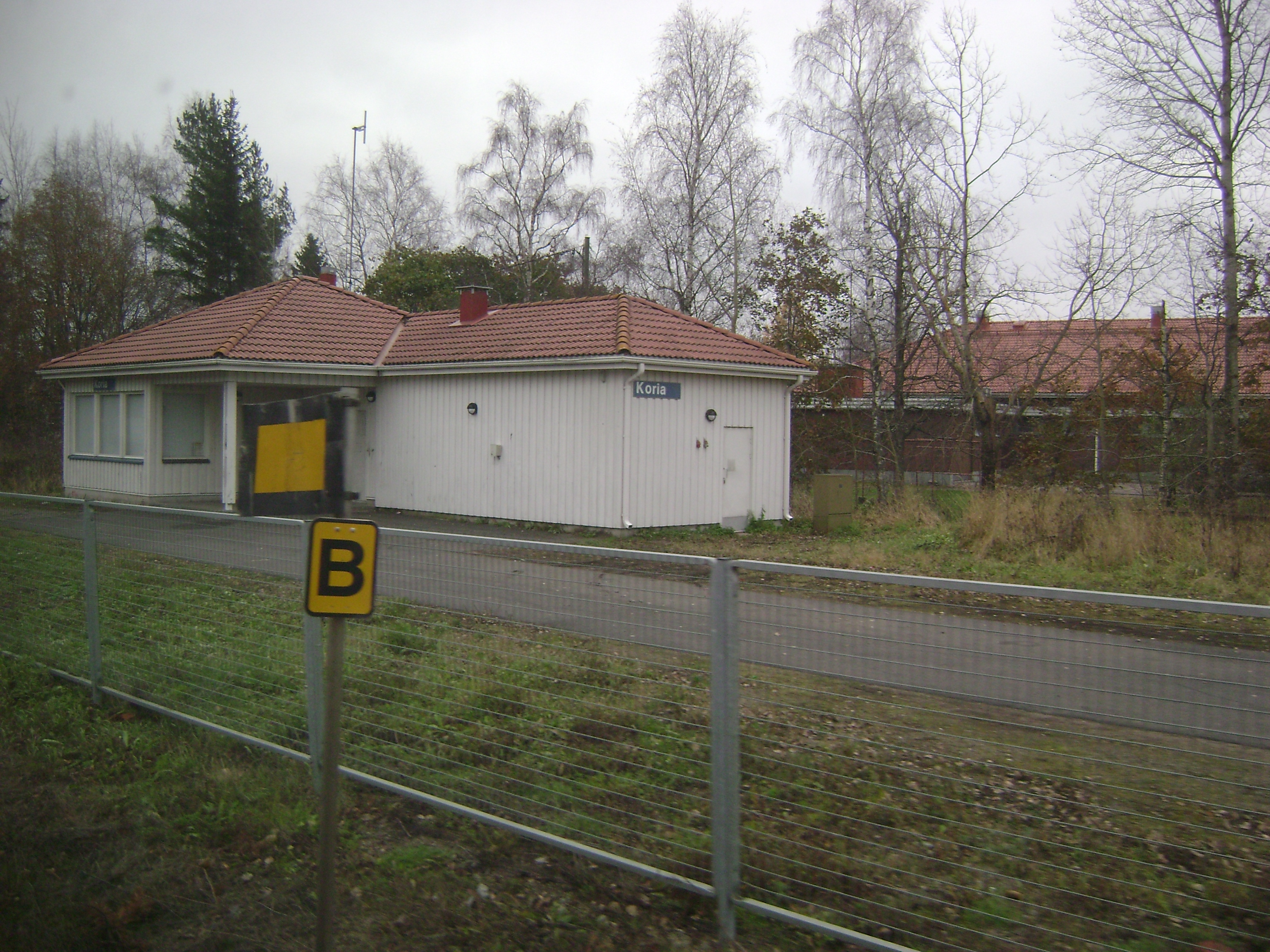
코리아의 철도역

코리아(핀란드어: Koria)는 핀란드 남부 퀴멘락소 지역의 6번 고속도로에 면한 마을이다. 엘리매키 근처에 있다.